# Asura roseogrisea
Asura roseogrisea är en fjärilsart som beskrevs av Rothschild 1913. Asura roseogrisea ingår i släktet Asura och familjen björnspinnare. Inga underarter finns listade i Catalogue of Life.